# Finneas O'Connell
Finneas Baird O'Connell (Los Ángeles, California; 30 de julio de 1997), también conocido con el monónimo de FINNEAS, es un cantante, compositor, productor musical y actor estadounidense. Ha lanzado varios sencillos y ha escrito canciones para otros artistas, incluyendo a su hermana, la cantante Billie Eilish. En 2019 lanzó su EP debut Blood Harmony. Como actor, en el 2013 Finneas fue el protagonista de la película independiente Life Inside Out. También se le conoce por desempeñar el papel de Alistair en la serie Glee de FOX. En 2011, interpretó a Spencer en la película Bad Teacher. También apareció en dos episodios de la serie Modern Family de la cadena televisiva ABC y en dos episodios de Aquarius.

## Vida y carrera artística

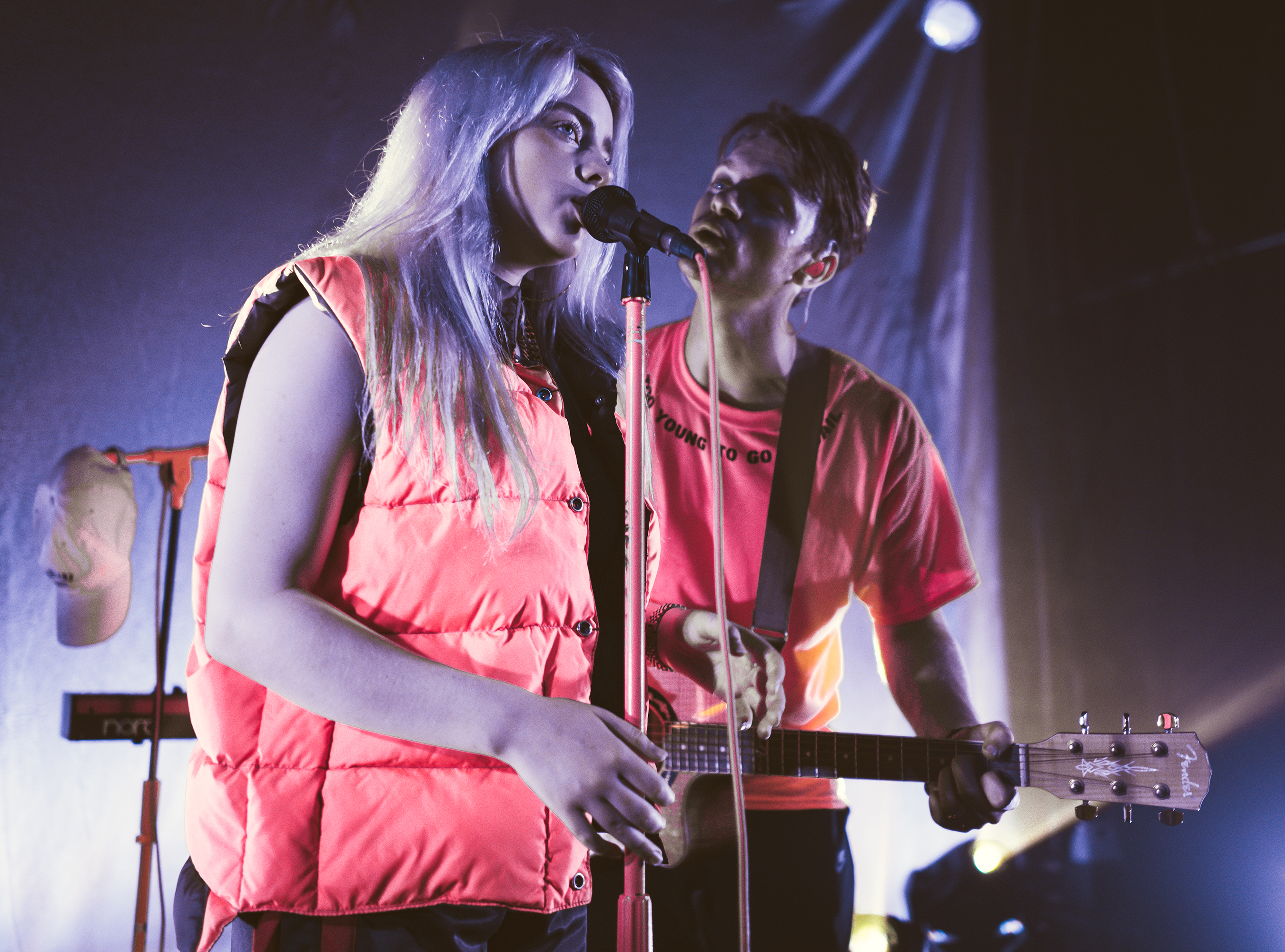
O’Connell cantando con Billie Eilish en directo en el Highland Park, 2017

Empezó a crear y escribir canciones desde los 12 años. Sus padres son la actriz Maggie Baird y el actor Patrick O'Connell. Posee principalmente ascendencia irlandesa y escocesa. Interpretó a Alistair en la temporada final del programa de televisión de comedia musical Glee en 2015. Es el compositor y vocalista principal de la banda The Slightlys, la cual ha ganado premios y competiciones en el área de Los Ángeles. Finneas escribe y produce para su hermana, la cantante Billie Eilish. Fue el coescritor y productor del EP debut de Eilish Don't Smile at Me el cual alcanzó el puesto 14 en el Billboard 200 de Estados Unidos. O'Connell sirvió como productor, coescritor y escritor del álbum debut When We All Fall Asleep, Where Do We Go? de Billie Eilish, el cual debutó como el #1 en las listas de popularidad de Estados Unidos y Reino Unido.
Su primer sencillo, «New Girl», fue lanzado en 2016. El vídeo musical para el sencillo fue lanzado en 2019, fue dirigido por Emma Sydney Menzies con la colaboración de Yasmine Vegas. Lanzó su segundo sencillo, «I'm in Love Without You» en 2017, y posteriormente lanzó ocho sencillos más en 2018, «Break My Heart Again», «Heaven», «Life Moves On», «Landmine», «Hollywood Forever», «College», «Luck Pusher», y «Let's Fall in Love for the Night». A principios de 2019, Finneas realizó sus primeras giras en las que vendió todas las entradas en Nueva York y Los Ángeles.

## Vida privada
Desde 2019 mantiene una relación con la youtuber Claudia Sulewski. Le dedicó su sencillo «Claudia», escrito en parte luego de la primera noche en que se conocieron.

## Discografía

### EPs
| Título        | Detalles                                                                                                 | Listas |
| Título        | Detalles                                                                                                 | Heat.  |
| ------------- | --- | ------ |
| Blood Harmony | - Lanzamiento: 4 de octubre de 2019 - Discográfica: OYOY, AWAL - Formato: LP, descarga digital, streamin | 14     |

### Sencillos

#### Como artista principal
| Año  | Sencillo                           | Posición más alta en las listas | Posición más alta en las listas | Álbum         |
| Año  | Sencillo                           | Alt.                            | Rock Airplay                    | Álbum         |
| ---- | ---------------------------------- | ------------------------------- | ------------------------------- | ------------- |
| 2016 | «New Girl»                         | —                               | —                               | Sin álbum     |
| 2017 | «I'm in Love Without You»          | —                               | —                               | Sin álbum     |
| 2018 | «Break My Heart Again»             | —                               | —                               | Sin álbum     |
| 2018 | «Heaven»                           | —                               | —                               | Sin álbum     |
| 2018 | «Life Moves On»                    | —                               | —                               | Sin álbum     |
| 2018 | «Landmine»                         | —                               | —                               | Sin álbum     |
| 2018 | «Hollywood Forever»                | —                               | —                               | Sin álbum     |
| 2018 | «College»                          | —                               | —                               | Sin álbum     |
| 2018 | «Luck Pusher»                      | —                               | —                               | Sin álbum     |
| 2018 | «Let's Fall in Love for the Night» | 17                              | 26                              | Blood Harmony |
| 2019 | «Claudia»                          | —                               | —                               | Sin álbum     |
| 2019 | «I Lost a Friend»                  | —                               | —                               | Blood Harmony |
| 2019 | «Angel»                            | —                               | —                               | Sin álbum     |
| 2019 | «Shelter»                          | —                               | —                               | Blood Harmony |
| 2019 | «I Don't Miss You at All»          | —                               | —                               | Blood Harmony |

#### Como artista invitado
| Año  | Sencillo                                                        | Álbum     |
| ---- | --------------------------------------------------------------- | --------- |
| 2016 | «Goodnews Bay» (Eli Way featuring Gabrielle Current y FINNEAS)  | Sin álbum |
| 2016 | «Evermore» (Prince Paris featuring Gabrielle Current y FINNEAS) | Sin álbum |
| 2017 | «Come to Think» (Gabrielle Current featuring FINNEAS)           | Sin álbum |
| 2021 | «Till Forever Falls Apart» (Ashe featuring FINNEAS)             |           |
| 2022 | «hate to be lame» (Lizzy McAlpine featuring FINNEAS)            |           |

### Otras apariciones
| Año  | Título                             | Otro artista  | Álbum                       |
| ---- | ---------------------------------- | ------------- | --------------------------- |
| 2015 | «Call Me When You Find Yourself"   | Maggie Baird  | Life Inside Out             |
| 2015 | «Maybe I'm Losing My Mind"         | Sin álbum     | Life Inside Out             |
| 2015 | «Your Mother's Favorite"           | Sin álbum     | Life Inside Out             |
| 2018 | «The Ending»                       | Wafia         | VIII EP                     |
| 2020 | «Sunny"                            | Billie Eilish | One World: Together at Home |
| 2020 | «Let's Fall In Love For The Night" | Sin álbum     | One World: Together at Home |

## Giras
- Optimist Tour (2021)

## Créditos de composición y producción
| Año  | Título                                          | Artista           | Álbum                                    | Coescrito o escritor | Productor |
| ---- | ----------------------------------------------- | ----------------- | ---------------------------------------- | -------------------- | --------- |
| 2016 | «Come to Think»                                 | Gabrielle Current | Sin álbum                                | Sí                   | Sí        |
| 2016 | «Six Feet Under»                                | Billie Eilish     | Sin álbum                                | Sí                   | Sí        |
| 2016 | «Ocean Eyes»                                    | Billie Eilish     | Don't Smile at Me                        | Sí                   | Sí        |
| 2017 | «Your Eyes» (ft. Tayla Parx)                    | The Knocks        | Testify EP                               | Sí                   | No        |
| 2017 | «Filthy Rich»                                   | Evelyn            | Sin álbum                                | No                   | Sí        |
| 2017 | «Bellyache"                                     | Billie Eilish     | Don't Smile at Me                        | Sí                   | Sí        |
| 2017 | «Bored»                                         | Billie Eilish     | 13 Reasons Why: Temporada 1              | Sí                   | Sí        |
| 2017 | «Lost My Mind»                                  | Alice Kistiansen  |                                          | Sí                   | Sí        |
| 2017 | «Watch»                                         | Billie Eilish     | Don't Smile at Me                        | Sí                   | Sí        |
| 2017 | «Copycat»                                       | Billie Eilish     | Don't Smile at Me                        | Sí                   | Sí        |
| 2017 | «Idontwannabeyouanymore»                        | Billie Eilish     | Don't Smile at Me                        | Sí                   | Sí        |
| 2017 | «My Boy»                                        | Billie Eilish     | Don't Smile at Me                        | Sí                   | Sí        |
| 2017 | «Party Favor»                                   | Billie Eilish     | Don't Smile at Me                        | Sí                   | Sí        |
| 2017 | «Hostage»                                       | Billie Eilish     | Don't Smile at Me                        | Sí                   | Sí        |
| 2017 | «Satellite»                                     | Rebecca Black     | RE / BL                                  | Sí                   | Sí        |
| 2017 | «&burn» (con Vince Staples)                     | Billie Eilish     | Don't Smile at Me                        | Sí                   | Sí        |
| 2018 | «Bitches Broken Hearts»                         | Billie Eilish     | Don't Smile at Me                        | Sí                   | Sí        |
| 2018 | «Lovely» (con Khalid (cantante))                | Billie Eilish     | Don't Smile at Me                        | Sí                   | Sí        |
| 2018 | «You Should See Me in a Crown»                  | Billie Eilish     | When We All Fall Asleep, Where Do We Go? | Sí                   | Sí        |
| 2018 | «When the Party's Over»                         | Billie Eilish     | When We All Fall Asleep, Where Do We Go? | Sí                   | Sí        |
| 2018 | «Come Out and Play»                             | Billie Eilish     | When We All Fall Asleep, Where Do We Go? | Sí                   | Sí        |
| 2019 | «When I Was Older»                              | Billie Eilish     | Music Inspired By The Film Roma          | Sí                   | Sí        |
| 2019 | «Bury a Friend»                                 | Billie Eilish     | When We All Fall Asleep, Where Do We Go? | Sí                   | Sí        |
| 2019 | «Moral of the Story»                            | Ashe              | Moral of the Story: Chapter 1 EP         | [ 40 ]               | [ 41 ]    |
| 2019 | «Wish You Were Gay»                             | Billie Eilish     | When We All Fall Asleep, Where Do We Go? | Sí                   | Sí        |
| 2019 | «!!!!!!!»                                       | Billie Eilish     | When We All Fall Asleep, Where Do We Go? | Sí                   | Sí        |
| 2019 | «Bad Guy»                                       | Billie Eilish     | When We All Fall Asleep, Where Do We Go? | Sí                   | Sí        |
| 2019 | «Xanny»                                         | Billie Eilish     | When We All Fall Asleep, Where Do We Go? | Sí                   | Sí        |
| 2019 | «All the Good Girls Go to Hell»                 | Billie Eilish     | When We All Fall Asleep, Where Do We Go? | Sí                   | Sí        |
| 2019 | «8»                                             | Billie Eilish     | When We All Fall Asleep, Where Do We Go? | Sí                   | Sí        |
| 2019 | «My Strange Addiction»                          | Billie Eilish     | When We All Fall Asleep, Where Do We Go? | Sí                   | Sí        |
| 2019 | «Ilomilo»                                       | Billie Eilish     | When We All Fall Asleep, Where Do We Go? | Sí                   | Sí        |
| 2019 | «Listen Before I Go»                            | Billie Eilish     | When We All Fall Asleep, Where Do We Go? | Sí                   | Sí        |
| 2019 | «I Love You»                                    | Billie Eilish     | When We All Fall Asleep, Where Do We Go? | Sí                   | Sí        |
| 2019 | «Goodbye»                                       | Billie Eilish     | When We All Fall Asleep, Where Do We Go? | Sí                   | Sí        |
| 2019 | «Lose You to Love Me»                           | Selena Gomez      | Rare                                     | No                   | Sí        |
| 2019 | «Used to This»                                  | Camila Cabello    | Romance                                  | Sí                   | Sí        |
| 2019 | «First Man»                                     | Camila Cabello    | Romance                                  | No                   | Sí        |
| 2020 | «Bikini Porn»                                   | Tove Lo           | Sunshine Kitty                           | Sí                   | Sí        |
| 2020 | «Passion and Pain Taste the Same When I'm Weak» | Tove Lo           | Sunshine Kitty                           | Sí                   | Sí        |
| 2020 | «I Hate Everybody»                              | Halsey            | Manic                                    | Sí                   | Sí        |
| 2020 | «No Time To Die»                                | Billie Eilish     | Sin álbum                                | Sí                   | Sí        |
| 2020 | «Jealous»                                       | Lennon Stella     | Three. Two. One.                         | Sí                   | No        |
| 2020 | «So Will I»                                     | Ben Platt         | Sin álbum                                | No                   | Sí        |
| 2020 | «The Most Beautiful Thing»                      | Bruno Major       | Sin álbum                                | Sí                   | No        |
| 2020 | «I Can See The Change»                          | Celeste           | Celeste                                  | No                   | Sí        |
| 2023 | «Tus Gafitas»                                   | Karol G           | Mañana será bonito                       | Sí                   | Sí        |

## Filmografía
| Año       | Serie/Película       | Rol            | Notas                |
| --------- | -------------------- | -------------- | -------------------- |
| 2011      | Bad Teacher          | Spencer        |                      |
| 2013      | Life Inside Out      | Shane          |                      |
| 2013      | Tomorrow             | Tom            | Corto                |
| 2013–2014 | Modern Family        | Ronnie Jr.     | 2 episodios          |
| 2014      | happySADhappy        | Andrew         | Corto                |
| 2015      | Glee                 | Alistair       | 4 episodios          |
| 2022      | Turning Red          | Jesse (voz)    | Integrante de 4*Town |
| 2022      | When Billie Met Lisa | El mismo (voz) | Corto                |